# Edwin James Barclay

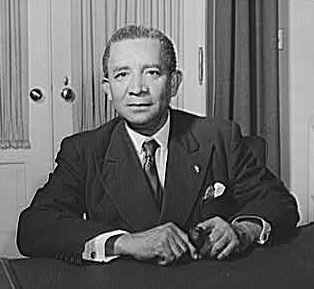

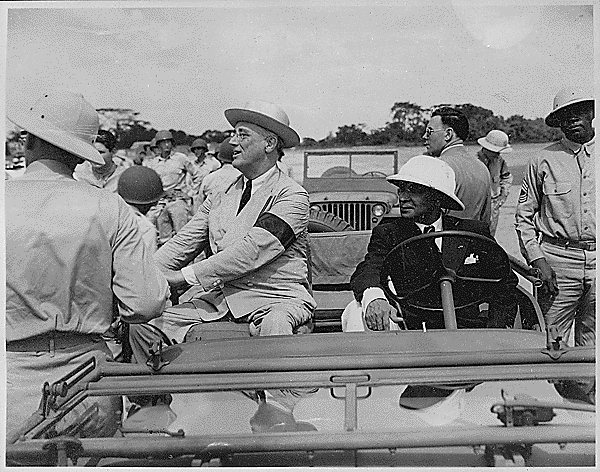
Franklin Delano Roosevelt en Edwin James Barclay (in zwart kostuum)

Edwin James Barclay (5 januari 1882 – 6 november 1955) was van 1930 tot 1944 president van Liberia.
Barclay was een neef van Arthur Barclay, die van 1904 tot 1912 president van Liberia was geweest. Hij stamde uit een Amerikaans-Liberiaanse familie (afstammelingen van vrijgelaten slaven uit de VS die zich in de 19e eeuw in Liberia hadden gevestigd).
Van 1920 tot 1930 diende hij onder de Liberiaanse president Charles King als minister van Binnenlandse Zaken. In 1930 volgde zijn verkiezing tot president van Liberia. Barclay opende de "deuren" van het sterk geïsoleerde land voor buitenlandse (Amerikaanse) investeerders. Hij schafte een wet af die het buitenlandse investeerders verbood om zaken te doen in Liberia. In 1943 maakte hij van de Amerikaanse dollar het enige wettelijke betaalmiddel in Liberia en schafte hij het Britse pond als betaalmiddel in Liberia af.
In 1937 zette hij onder Amerikaanse pressie de Duitse investeerders het land uit.
Ofschoon zijn economische politiek redelijk succesvol was, bleek dat de greep van Amerika op Liberia groter werd, hetgeen eind jaren 30 leidde tot complete economische afhankelijkheid van Liberia aan de Verenigde Staten.
In 1944 werd hij opgevolgd door William Tubman (vicepresident en zwager van Barclay).
Joseph Jenkins Roberts · Stephen Benson · Daniel Bashiel Warner · James Payne · Edward Roye · James Smith · Joseph Jenkins Roberts · James Payne · Anthony Gardiner · Alfred Russell · Hilary Johnson · Joseph Cheeseman · William David Coleman · Garretson Gibson · Arthur Barclay · Daniel Howard · Charles King · Edwin James Barclay · William Tubman · William Richard Tolbert jr. · Samuel Doe · Amos Sawyer · David Kpormakpor · Wilton Sankawulo · Ruth Perry · Charles Taylor · Moses Zeh Blah · Charles Bryant · Ellen Johnson Sirleaf · George Weah · Joseph Boakai